# Stenia pastorellii
Stenia pastorellii är en orkidéart som beskrevs av David Edward Bennett. Stenia pastorellii ingår i släktet Stenia och familjen orkidéer. Inga underarter finns listade i Catalogue of Life.

## Bildgalleri

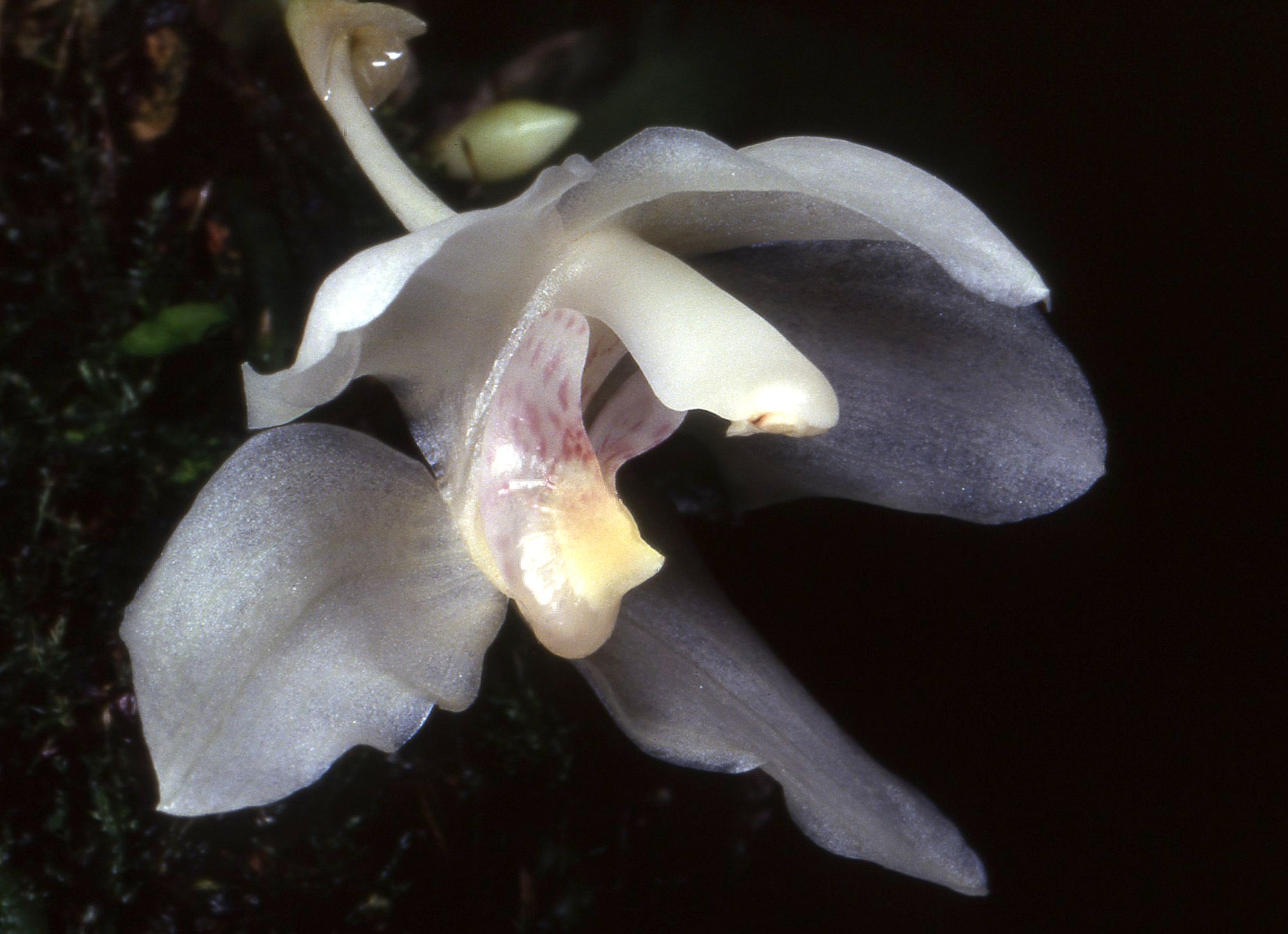
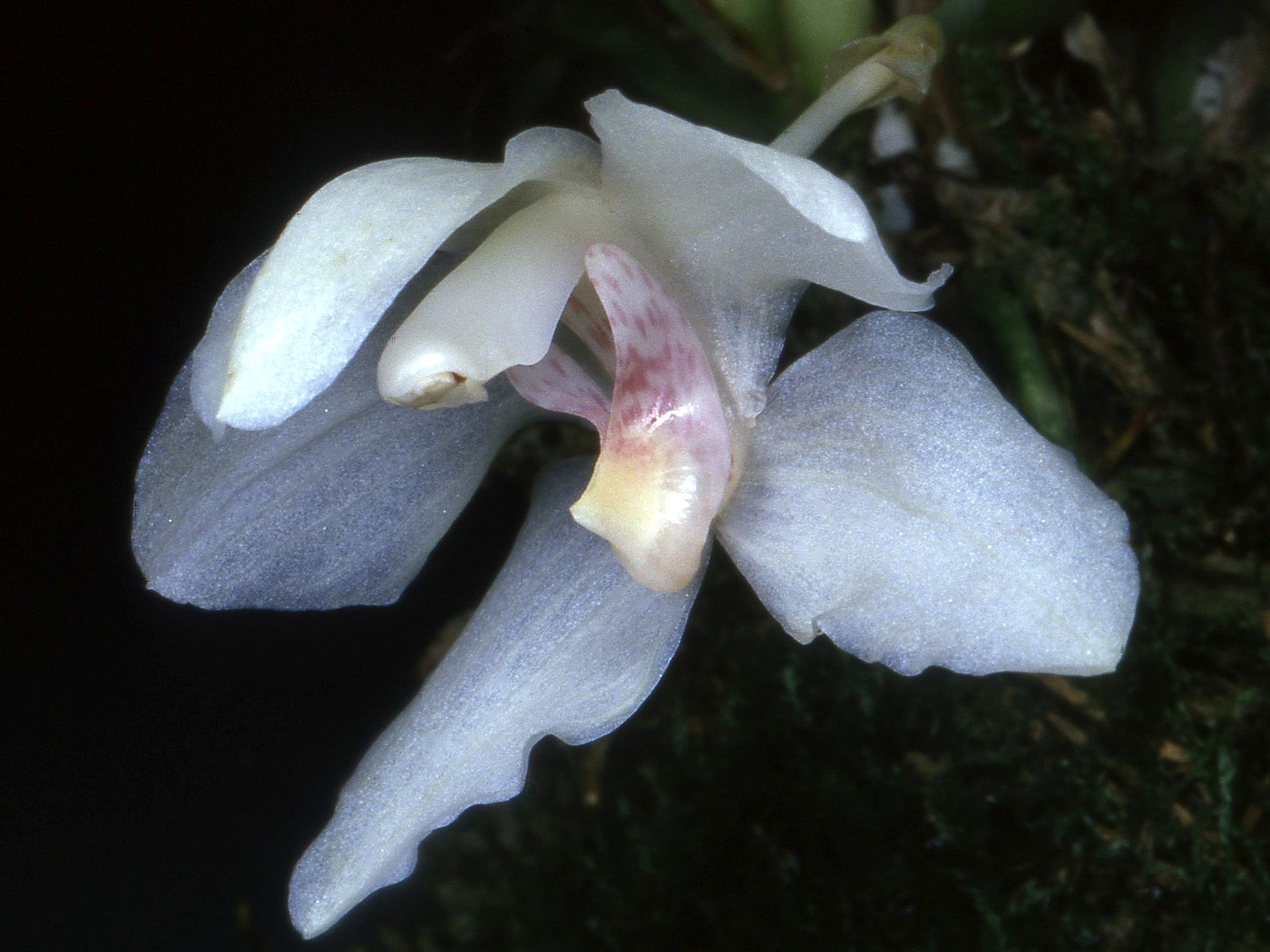
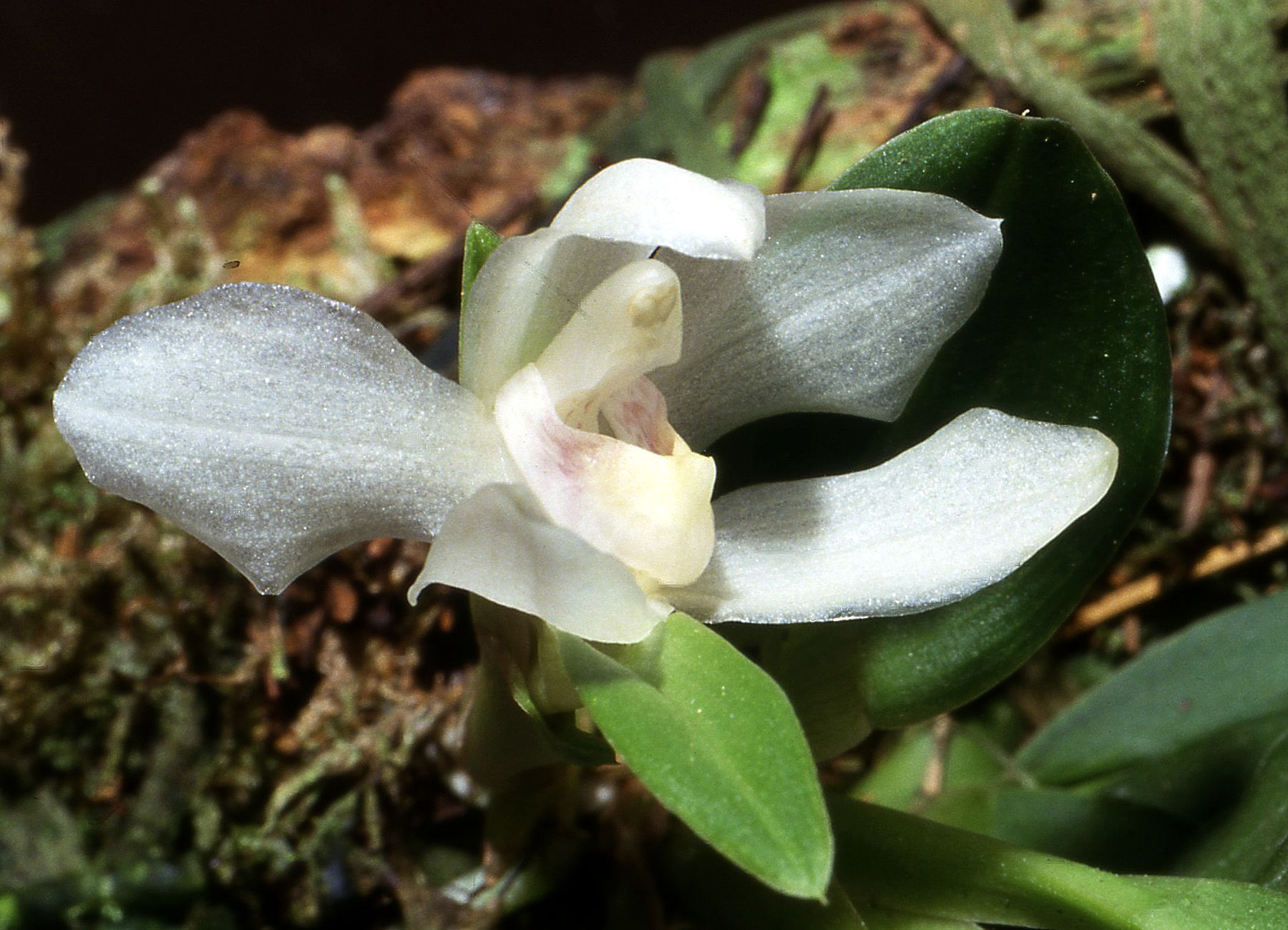